# Max Meldrum
Duncan Max Meldrum, dit Max Meldrum (Édimbourg, 1875 — Melbourne, 1955), est un peintre australien d'origine écossaise.
Il est connu comme le fondateur du tonalisme australien, un style de peinture figurative pendant du tonalisme, ainsi que pour ses portraits, pour lesquels il a remporté le prix Archibald en 1939 et 1940.

## Biographie

### Jeunesse et formation
Duncan Max Meldrum naît à Édimbourg le 3 décembre 1875, fils d'Edward David Meldrum, chimiste, et de son épouse Christine, née Macglashan, tous deux écossais. Il étudie fait ses études à la George Heriot's School dans sa ville natale avant de suivre sa famille (qui inclut également deux frères et une sœur) qui part s'installer à Melbourne, en Australie, le père ayant obtenu un poste dans l'import-export de produits pharmaceutiques.
Meldrum s'inscrit en 1892 à la National Gallery of Victoria Art School, où il a pour professeur Lindsay Bernard Hall et est occasionnellement l'assistant du professeur de peinture George James Coates. En 1899, il remporte la bourse de voyage de son école et part à Paris.

### Études et premières œuvres en France
Là, Max Meldrum commence à travailler sous la direction de Louis-Joseph-Raphaël Collin et Gustave Courtois à l'Académie Colarossi. En mars 1901, il étudie auprès de Jean-Paul Laurens à l'Académie Julian ainsi qu'à Colarossi, mais se retire rapidement des deux ateliers.
Il part vivre chez un oncle à Édimbourg la même année, avant de poursuivre ses copies des œuvres du Louvre à son retour à Paris en 1902 : il copie un portrait du Tintoret et La fuite de Sodome de Paolo Veronese. Plus tard cette année-là, il commence à travailler sur la peinture originale que requiert sa bourse d'études.
Vers 1907, il épouse Jeanne Eugénie Nitsch, chanteuse de l'Opéra-Comique de Paris. Meldrum expose La Leçon au Salon de la Société des Artistes Français en 1904 et Le contre-fa en 1905. En 1907-08, il peint des peintures murales sur commande pour le Château de la Glestière, à Pacé. Il expose Au Chateau de Pacé et Un Paysan de Pacé en 1908 à la Société des Artistes Français, puis en 1911 L'homme qui rit. Il devient élu associé de la Société nationale des beaux-arts.

### Retour à Melbourne

#### Débuts comme maître d'art
De retour à Melbourne avec sa famille en 1912, Meldrum vit avec ses parents à East Melbourne, puis à St Kilda. En 1915, il prend un studio qu'il partage avec Harley Griffiths Sr, et y ouvre une école d'art. Il a notamment comme étudiants Clarice Beckett, qu'il influence grandement, Colin Colahan, Polly Hurry (en), Justus Jorgensen (en), Percy Leason (en), Arnold Shore et Albert Ernest Newbury (en), et il a considérablement influencé le travail de son ami Alexander Colquhoun, dont le fils Archibald est également un étudiant de Meldrum. Membre fondateur de l'Australian Art Association (en) en 1912, il est aussi élu président de la Victorian Artists' Society (en) en 1916-1917.
Pacifiste pendant la Première Guerre mondiale, il apporte un soutien important à l'écrivain et journaliste austro-hongrois Egon Erwin Kisch à son arrivée en Australie en 1934 ; Meldrum a activement défendu les libertés civiles au fil des ans.

#### Théorie du tonalisme
En 1919, Colin Colahan publie Max Meldrum His Art and Views (« Max Meldrum : son art et sa vision »), qui contient un long essai de Meldrum intitulé The invariable truths of depictive art (« Les vérités invariables de l'art figuratif »), développé à partir d'une conférence tenue en 1917. Il y soutient que la peinture est une science pure : la science de l'analyse optique ou de la photométrie, dans laquelle l'artiste perçoit et analyse soigneusement le ton et les relations tonales pour produire un rendu exact du sujet observé. Le ton serait l'élément le plus important de l'art de la peinture, puis la proportion, « la zone superficielle occupée par un ton », puis la couleur, l'élément le moins important. Dans une analyse de 1999, John Christian ajoute en le paraphrasant que « toutes les parures et références narratives et littéraires doivent être rejetées. » Le tonalisme s'est ainsi opposé au postimpressionnisme et au modernisme. Controversé et impopulaire auprès de leurs pairs, le tonalisme australien est qualifié par l'artiste et professeur influent de Melbourne George Bell comme « un culte qui étouffe tout dans une couche de densité opaque. »
Selon lui la préférence des artistes pour le traitement de la couleur plutôt que du ton est symptomatique de la décadence de la civilisation,. Cette théorie a une forte influence parmi ses étudiants, et à partir de la fin des années 1930, ses idées sont promulguées à Sydney par Hayward Veal et aux États-Unis par Percy Leason au Staten Island Institute of Art and Science. L'école de Meldrum devient la principale alternative à la National Gallery of Victoria Art School.
Meldrum est considéré comme le « seul artiste australien à développer une théorie de la peinture entièrement formulée, à la pratiquer et à l'enseigner ». Le peintre et graveur Lionel Lindsay (en), intolérant envers « son dévouement fanatique à sa théorie », a surnommé Meldrum « the mad Mullah » (« le mollah fou ») et Norman Lindsay l'a décrit comme « le dogmatique McQuibble » dans son roman A Curate in Bohemia.
En avril 1926, Meldrum s'embarque pour la France où il vit quelques années supplémentaires, pendant lesquelles il effectue une tournée de six mois aux États-Unis en 1928 pour donner des conférences sur sa théorie et ses méthodes de peinture. De retour à Melbourne en 1931, il change à plusieurs reprises de domicile avant d'acheter une maison à Kew, dans la banlieue de Melbourne. L'année suivante, il ouvre une nouvelle école à Collins Street.
En 1950, Russell Foreman, l'un de ses anciens étudiants, publie à Sydney The Science of Appearances as Formulated and Taught by Max Meldrum (« La Science des apparences ainsi que formulées et enseignées par Max Meldrum »), un compte rendu substantiel de sa théorie et de ses méthodes.
Max Meldrum expose à Melbourne au Athenaeum Hall en 1913 et 1922, à la National Gallery of Victoria en 1931, à la Georges Gallery en 1945, ainsi qu'à Sydney chez David Jones (1937) et Farmer's Blaxland Gallery (1941). Il expose aussi avec la Royal Society of Portrait Painters de Londres.

### Fin de carrière
Max Meldrum devient administrateur de la National Gallery of Victoria de 1937 à 1950. Sa forte opposition à l'acquisition d'œuvres modernistes le place en confrontation avec l'entrepreneur et connaisseur d'art Keith Murdoch. Il a aussi des positions très polémiques sur la valeur des femmes artistes, en déclarant, à l'occasion du prix Archibald reçu par Nora Heysen en 1939, que « les hommes et les femmes sont constitués différemment. Les femmes sont plus étroitement attachées aux choses physiques de la vie, et s’attendre à ce qu’elles fassent certaines choses aussi bien que les hommes est une folie pure [...] Un grand artiste doit emprunter une route solitaire. Il ne devient grand qu'en s'exerçant à la limite de ses forces tout le temps. Je crois qu'une telle vie n'est pas naturelle et impossible pour une femme ». Une attitude qu'il a nuancée pour son élève préférée Clarice Beckett à l'occasion de son enterrement, annonçant qu'elle « avait fait un travail dont toute nation devrait être fière. »
Meldrum remporte le prix Archibald pour ses portraits en 1939 et de nouveau en 1940.
Max Meldrum meurt à Kew (Melbourne) le 6 juin 1955.

## Hommages et rétrospectives
Des expositions rétrospectives de son travail ont eu lieu de son vivant à la National Gallery of Victoria, à la Art Gallery of New South Wales et à la Queensland Art Gallery en 1954. La National Gallery of Victoria a également organisé une rétrospective en 1961.
Il a été récompensé la médaille de la Society of Artists de Sydney (en) pour services rendus à l'art australien.

#### Ouvrages centrés
- (en) Joyce McGrath et Bernard Smith, « Meldrum, Duncan Max (1875–1955) », dans Australian Dictionary of Biography, vol. 10, MUP, 1986 (lire en ligne), p. 480-482.
- (en) Peter Perry et John Perry, Max Meldrum & associates, their art, lives and influences, Castlemaine Art Gallery and Historical Museum, 1996 (ISBN 0-9598066-7-9).
- (en) Russell R. Foreman, The science of appearances, as formulated and taught by Max Meldrum, Sydney, Shepherd Press, 1950, 298 p. (OCLC 758410311).

#### Ouvrages généraux
- (en) E. Hanks (éd.), Australian Art and Artists to 1950, Melbourne, 1982.
- (en) William Moore, The story of Australian art : from the earliest known art of the continent to the art of to-day, Londres : Angus and Robertson, 1980, 2 vol. (OCLC 9425968).
- (en) B. Smith, Australian Painting 1788-1960, Melbourne, 1962.